# Piper Seneca
O Piper Seneca é uma aeronave bimotor executiva a pistão de pequeno porte, com capacidade para transportar com razoável conforto um piloto e cinco passageiros em viagens intermunicipais e interestaduais, projetada e produzida em larga escala nos Estados Unidos a partir da década de 1970 pela então Piper Aircraft (atualmente New Piper Aircraft), cujos aprimoramentos sucessivos resultaram na versão atualizada Seneca V Turbo.
A aeronave também foi produzida no Brasil sob licenciamento pela Embraer até a década de 1990.

## Desenvolvimento
O Piper Seneca (conhecido também como Piper PA-34) foi desenvolvido como um derivado bimotor do monomotor Piper Cherokee Six, conhecido atualmente como Piper 6X. O protótipo foi um Cherokee Six que teve seus motores montados na asa. O protótipo voou como uma aeronave de três motores nos estágios iniciais do programa de testes.

### PA-34-200 Seneca I
O Piper PA-34-200 Seneca I foi certificado em 7 de maio de 1971 e introduzido no final do mesmo ano como modelo 1972, esta versão é alimentada por dois motores Lycoming IO-360-C1E6. O motor do lado direito é um Lycoming LIO-360-C1E6 variante do motor IO-360-C1E6, o “L” na sua designação indica que o virabrequim gira na direção oposta, dando ao Seneca I motores contra-rotativos. O motor contra-rotativo elimina as limitações de motor crítico e torna a aeronave mais controlável em caso de desligamento ou falha de qualquer motor.
O Seneca I mais antigo tem peso máximo de decolagem de 1.814 kg (aprox. 4.000 libras), enquanto as unidades produzidas posteriormente tinham seu peso máximo de decolagem aumentado para 1.905 kg (aprox. 4.200 libras).

### PA-34-200T Seneca II
Respondendo às críticas sobre a qualidade de comportamento da aeronave, a Piper introduziu o PA-34-200T Seneca II. A aeronave foi certificada em 18 de julho de 1974 e lançada como modelo de 1975.
O novo modelo incorporou mudanças nos controles de solo da aeronave, ailerons mais alongados e balanceados e a adição de um "anti-servo" no leme.
O "T" na designação do novo modelo reflete uma mudança para um motor turbocharged (motor com turbocompressor), seis cilindros Continental TSIO-360E ou ainda EB para uma performance melhorada, principalmente acima de 5.000 metros de altitude. No Seneca II a Piper manteve o modelo contra-rotativo de seu irmão mais velho Seneca I.
O Seneca II também possibilitava a montagem dos assentos em club seating dos quais os assentos do centro ficaram virados para trás e os dois assentos traseiros para frente, permitindo uma configuração mais confortável.
O peso máximo de decolagem foi aumentado para 2.073 kg (aprox. 4.570 libras). O peso máximo de pouso dessa versão é de 1.969 kg (aprox. 4.342 libras).

### PA-34-220T Seneca III
Em 1981, o PA-34-220T Seneca III foi lançado, tendo completado sua certificação em 17 de dezembro de 1980.
A mudança na designação do modelo reflete novamente em uma melhoria no motor. Foram usados os motores Continental TSIO-360-KB os quais produziam 220 hp (cavalos) de potência (aprox. 165 kW), porém somente ficava com esta por cinco minutos e depois caía novamente para 200 hp (150 kW).
Com o aumento da potência, e com o limite dos motores aumentado de 2.575 rpm para 2.800 rpm, melhorou a performance de subida e cruzeiro. A nova aeronave também incorporou um novo pára-brisas inteiriço (a peça metálica central foi retirada, resultando em um conjunto mais elegante), um painel de instrumentos metálico, ao invés de plástico, e alguns modelos tinham flaps operados eletricamente.
O peso máximo de decolagem da aeronave foi aumentado ainda mais para 2.154 kg (aprox. 4.750 libras) para decolagem. O peso máximo de pouso dessa versão é de 2.046 kg (aprox. 4.513 libras).

### PA-34-220T Seneca IV
Em 1994, a "nova" Piper Aircraft Company introduziu no mercado o Seneca IV, tendo adquirido sua certificação em 17 de novembro de 1993. Este modelo é parecido com o Seneca III, mas oferecendo pequenas melhorias, como a modificação do capô do motor para uma melhor performance em cruzeiro. Este ainda continuou a usar a técnica contra-rotativa com o motor Continental TSIO-360-KB e os pesos máximos permaneceram os mesmos.
A partir da versão aprimorada Seneca IV, o acordo operacional de licenciamento entre a Piper e a Embraer foi encerrado na década de 1990 e, por consequência, os aviões Seneca passaram a ser disponibilizados ao consumidor brasileiro apenas sob importação dos Estados Unidos, por preços de aquisição maiores. A proposta original da Piper, de um produto voltado para agropecuaristas, empresários de executivos de alto poder aquisitivo, que estão adquirindo seu primeiro avião bimotor (nesses casos, a maioria desses clientes tendem a trocar os seus monomotores por bimotores pela primeira vez), foi mantida com os razoáveis custos operacionais da aeronave, se comparados aos aviões turboélices e jatos, com custos operacionais mais altos.

### PA-34-220T Seneca V
Certificado em 11 de dezembro de 1996, o Seneca V foi colocado em produção como modelo do ano de 1998. Novamente o capô foi redesenhado para uma melhor performance, muitos switches (espécie de interruptores) foram realocados no painel e uma variante ligeiramente diferente de motor, o motor Continental TSIO-360-RB foi instalado.
Os pesos máximos do Seneca V continuam os mesmos dos Seneca III e IV.
Finalmente, a versão aprimorada Seneca V dispõe de um bom conjunto de aviônicos para navegação e segurança, composto pelo moderno sistema de navegação EFIS (Electronic Flight Instrument System), composto pelas telas PFD (Primary Flight Display) e MFD (Multi Function Display), e seu acabamento interno foi melhorado com emprego de bons materiais.
A versão turbo dispõe de uma válvula de segurança "waste gate" para garantir um funcionamento sempre dentro dos limites dos econômicos motores Continental.
A Piper oferece no Seneca V ar condicionado para diminuir a temperatura da cabine de passageiros em dias quentes, equipamento que fornece oxigênio na cabine para ser usado em altitudes acima de 5.000 metros e um pequeno refrigerador na cabine de passageiros para água mineral, bebidas, sucos e refrigerantes.

## No Brasil
No Brasil, as versões com a econômica motorização Continental TSIO 360 no Seneca II (hélice duas pás) e no Seneca III (hélice três pás) foram um grande sucesso de vendas na década de 1970 e 1980, graças a uma variada combinação de fatores, dentre eles o acordo de licenciamento firmado entre a Piper e o fabricante brasileiro Embraer, que concordaram numa nova denominação EMB-810 para o mesmo projeto básico, seguindo praticamente os mesmos respeitáveis padrões de construção das asas e fuselagem, utilizados nos Estados Unidos.
O Seneca EMB-810 foi fabricado pela subsidiária da Embraer, a Indústria Aeronáutica Neiva.

## Mercado
É comum no meio aeronáutico a comparação técnica de mercado do Seneca II, do Seneca III, do Seneca IV e do Seneca V com o seu principal concorrente bimotor a pistão Beechcraft Baron B-58 e Beechcraft Baron G-58: O avião da Piper acomoda com mais conforto os seus passageiros graças a um projeto de fuselagem um pouco mais larga, enquanto o modelo da Beechcraft oferece um nível de ruído interno atenuado graças a uma construção com emprego de alguns materiais de isolamento acústico mais nobres e melhor vedação das portas.
Os níveis de consumo de combustível dos aviões das duas marcas são próximos e a Beechcraft se empenhou em projetar e fabricar uma aeronave com robustez estrutural e motorização mais potente para enfrentar condições problemáticas, como decolagem com cabine lotada de passageiros e tanques cheios, em dias quentes.
Pela capacidade de pousar e decolar em pistas de pouso sem pavimentação, o Piper Seneca foi escolhido por muitos agropecuaristas brasileiros como o meio de transporte para visitas às suas fazendas e também por muitos empresários e executivos para visitas às filiais de empresas, fornecedores e revendedores.
O Piper Seneca é a aeronave bimotor leve a pistão mais vendida do mundo, mais de 5.000 unidades desse modelo foram produzidas, incluindo as versões licenciadas para a Embraer.
O Seneca V é fabricado nos Estados Unidos pela New Piper Aircraft que o oferece bem equipado por cerca de US$ 1,2 milhão (novo).

## Operadores Militares
- Brasil
- Burquina Fasso
- Panamá

## Ficha técnica

### Seneca I
- Tripulação: 1 piloto;
- Capacidade: 5 passageiros;
- Comprimento: 8,69 metros;
- Envergadura: 11,85 metros;
- Altura: 3,02 metros;
- Área da asa: 19.4 m²;
- Peso vazio: 1.190 kg;
- Carga útil máxima: 715 kg;
- Peso máximo de decolagem: Aprox. 1.900 kg;
- Velocidade de cruzeiro: Aprox. 300 km / h;
- Motorização (direito): Lycoming LIO-360-C1E6 aspirado (200 hp);
- Motorização (esquerdo): Lycoming IO-360-C1E6 aspirado (200 hp);
- Teto de serviço: Aprox. 5.456 metros;
- Consumo médio (AVGAS): Aprox. 100 litros / hora (lotado / 75% potência);
- consumo médio (AVGAS): Aprox. 0,06 litro / passageiro / km voado;
- Razão de Subida: Aprox. 400 metros / minuto;
- Alcance: Aprox. 1.300 quilômetros (lotado / 75% potência / com reserva);
- Pista de pouso: Aprox. 1.200 metros (lotado / dias quentes / tanques cheios);

### Seneca II
- Preço: Aprox. US$ 185 mil (usado / bom estado de conservação);

### Seneca III
- Capacidade: 1 piloto e 5 passageiros;
- Velocidade de cruzeiro: Aprox. 350 km/h;
- Motorização (direito): Continental TSIO 360 turbo (220 hp);
- Motorização (esquerdo): Continental LTSIO 360 turbo (220 hp);
- Teto de serviço: Aprox. 6.500 metros;
- Consumo médio (AVGAS): Aprox. 120 litros / hora (lotado / 75% potência);
- Consumo médio (AVGAS): Aprox. 0,07 litro / passageiro / km voado;
- Preço: Aprox. US$ 250 mil (usado / bom estado de conservação);
- Pista de pouso: Aprox. 1.200 metros (lotado / dias quentes / tanques cheios);

### Seneca IV
- Preço: Aprox. US$ 485 mil (usado / bom estado de conservação);

### Seneca V
- Capacidade: 1 piloto e 5 passageiros;
- Velocidade de Cruzeiro: Aprox. 350 km / h;
- Motorização (direito): Continental TSIO 360 turbo (220 hp);
- Motorização (esquerdo): Continental LTSIO 360 turbo (220 hp);
- Teto de serviço: Aprox. 6.500 metros;
- Consumo (AVGAS): Aprox. 120 litros / hora (75% potência / lotado);
- Consumo (AVGAS): Aprox. 0,07 litro / passageiro / km voado;
- Pista de pouso: Aprox. 1.200 metros (lotado / dias quentes / tanques cheios);
- Alcance: Aprox. 1.200 quilômetros (75% potência / lotado / com reserva);
- Preço: Aprox. US$ 1,2 milhão (novo)
- Comprimento: Aprox. 8,7 metros;
- Peso máximo de decolagem: Aprox. 2.150 kg;